# Etapa de Caruaru da Fórmula Truck

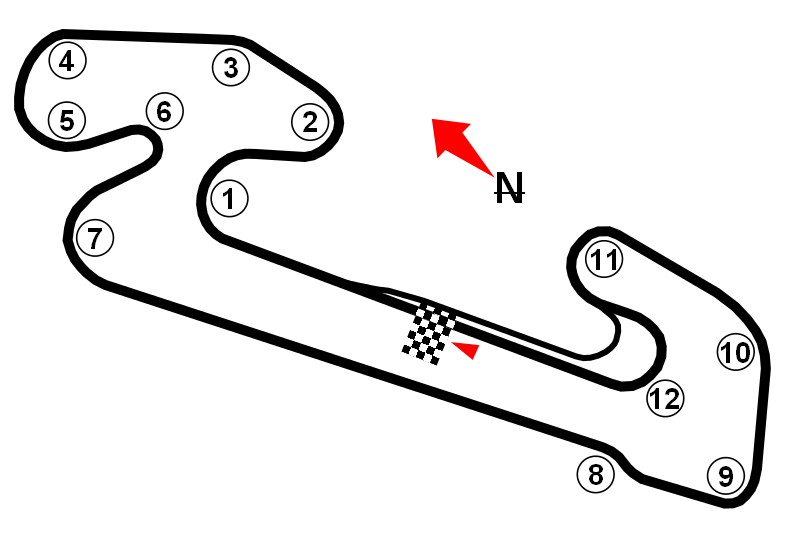
Mapa do autódromo.

A  Etapa de Caruaru da Fórmula Truck é um dos circuitos tradicionais da Fórmula Truck, realizada no Autódromo Internacional Ayrton Senna, em Caruaru, em Pernambuco.
A Truck realiza provas em Cauaru desde 1997, nesta primeira prova a vitória foi de Renato Martins.

## Campeões
- 1997 - Renato Martins - Scania